# Арканіт
Арканіт — мінерал, сульфат калію з формулою K2SO4.
Арканіт вперше був описаний у 1845 році для проявів у старих соснових залізничних шпалах на олов'яній шахті Санта-Ана, каньйон Трабуко, гори Санта-Ана, округ Оріндж, Каліфорнія, США. Також повідомлялося про знахідки арканіту у гідротермальних родовищах в геотермальному полі Чезано, Лацій, Італія; у гуано кажанів на островах Чінча в Перу; і в печерах Західної Австралії, Південної Африки та Намібії.
Добре кристалізовані зразки, які продаються як «арканіт», вирощуються синтетично в таких місцях, як Польща, для ринку декоративних зразків, і не є природними мінералами.

## Етимологія та історія
Сульфат калію був відомий ще в Середньовіччі. Голландський алхімік Ісаак Голландський у 14 столітті описав у своїх працях, як сульфат калію отримували із залишків дистиляції сепараційної води (азотної кислоти) шляхом нагрівання селітри та залізного купоросу. Відповідно до тогочасних уявлень про те, що сульфат калію отримували шляхом поєднання двох солей, ця нова сіль отримала відповідні назви, такі як Arcanum duplicatum, Panacea duplicata і Sal duplicatum (латинські назви означають «подвійний секрет», «подвійна панацея» або «подвійна сіль»). Ще на початку 16 століття Парацельс використовував сульфат калію в медицині під назвою Specificum purgans Paracelsi, хоча він не з'являвся в празькому податку на ліки до 1659 року. Йоганн Рудольф Глаубер (1604—1670) був першим, хто досяг успіху в синтезі цієї сполуки, який назвав її Nitrum vitreolatum.
Як природне мінеральне утворення, сульфат калію вперше описав Франсуа Сульпіс Бодан у 1832 році і назвав його афталозом (від давньогрецького αφθιτος — незмінний і ἄλος — сіль), оскільки злегка гіркувата, біла сіль не змінюється і не трансформується на повітрі. Він також згадує, що синтетично кристалізований афталоз часто має вигляд біпірамідальних додекаедрів, тоді як природний мінерал утворює бородавчасті відкладення в лавових печерах Везувію.
Назву «арканіт», яка використовується і сьогодні, запропонував у 1845 році Вільгельм Гайдінгер, який посилався на оригінальну, а отже, старішу назву Arcanum duplicatum. Іноді мінерал також пишуть, як синонім афтиталіту (раніше — глейзериту).
Однак типовим місцезнаходженням арканіту є олов'яна шахта Санта-Ана в районі каліфорнійського поселення Трабуко-Каньйон, де мінерал був відкритий Норманом Е. Смітом. На основі цих зразків Артур Старр Ікл зробив перший повний опис у 1908 році.
Оскільки арканіт був відомий задовго до заснування Міжнародної мінералогічної асоціації (IMA) в 1958 році, він визнаний так званим «дідусем» мінералу, як самостійний мінеральний вид.
Зразки мінералу зберігаються в Каліфорнійському університеті в Берклі (Каліфорнія) та Гарвардському університеті в Кембриджі (Массачусетс) під каталожним номером 100763.

## Класифікація
У застарілому 8-му виданні систематики мінералів Штрунца арканіт належав до класу мінералів «сульфати, хромати, молібдати, вольфрамати» (включаючи деякі селенати і телурати), а там до відділу «безводні сульфати без сторонніх аніонів», де разом з масканьїтом утворював «арканітову серію» з системним номером VI/A.06.
У каталозі мінералів Lapis, востаннє переглянутому та оновленому у 2018 році за Штефаном Вайсом, який все ще базується на цій класичній класифікації Карла Гуго Штрунцем з огляду на приватні колекції та інституційні колекції, мінералу присвоєно системний та мінеральний номер VI/A.07-20. У «класифікації Лапіса» це також відповідає розділу «Безводні сульфати [SO4]2-, без сторонніх аніонів», де арканіт утворює самостійну, але безіменну групу разом з маскагніном та тенардитом .
У 9-му виданні систематики мінералів Штрунца, чинному з 2001 року і оновленому Міжнародною мінералогічною асоціацією (IMA) до 2009 року,  арканіт також класифікується в розділі «сульфати (селенати тощо) без додаткових аніонів, без H2O». Однак цей підрозділ далі поділяється відповідно до відносного розміру залучених катіонів, так що мінерал можна знайти в підрозділі «З виключно великими катіонами» відповідно до його складу, де він утворює лише «групу арканіту» з системним номером 7.AD.05 разом з маскагніном.
Класифікація мінералів Дани, яка переважно використовується в англомовному світі, також відносить арканіт до класу «сульфатів, хроматів і молібдатів» (включаючи селенати, телурати, селеніти, телурити і сульфіти) і там же в розділі «сульфати». Тут його також можна знайти разом з маскагніном у безіменній групі 28.02.01 у підрозділі «Безводні кислоти та сульфати (A+)2XO4».